# تیزتک
تیزتک یا رعدوبرق و سبک‌پا (انگلیسی: Thunderbolt and Lightfoot) یک فیلم زوج هنری در سبک سرقت و کمدی-درام به کارگردانی مایکل چیمینو است که در سال ۱۹۷۴ منتشر شد. این فیلم با عنوان «تاندر بولت و لایت فوت» در ۲۷ فروردین ۱۴۰۰ از شبکه نمایش پخش شد.

## بازیگران
- کلینت ایستوود
- جف بریجز
- جرج کندی
- جفری لوئیس
- کاترین بچ
- گری بیوسی